# Liste des monuments historiques de Houthalen-Helchteren
Cette page regroupe l'ensemble des monuments classés de la ville de Houthalen-Helchteren.
| Objet                                                                                          | Statut du classement? | Année de construction/architecte | Section communale | Adresse                              | Coordonnées                      | Numéro d'inventaire | Illustration                                                                                   |
| ---------------------------------------------------------------------------------------------- | --------------------- | -------------------------------- | ----------------- | ------------------------------------ | -------------------------------- | ------------------- | ---------------------------------------------------------------------------------------------- |
| (nl) Kapel van Onze-Lieve-Vrouw van de Rozenkrans of Kapel van Hoevereinde                     |                       |                                  | Houthalen         | Brugstraat 1                         | 51° 01′ 34″ nord, 5° 21′ 24″ est | 80523               | (nl) Kapel van Onze-Lieve-Vrouw van de Rozenkrans of Kapel van Hoevereinde                     |
| (nl) Veldkapel van 't Genaderen                                                                |                       |                                  | Houthalen         | 't Genaderen                         | 51° 00′ 53″ nord, 5° 23′ 46″ est | 80524               | (nl) Veldkapel van 't Genaderen                                                                |
| (nl) Voormalige Genaderse watermolen                                                           |                       |                                  | Houthalen         | 't Genaderen                         | 51° 00′ 53″ nord, 5° 23′ 48″ est | 80525               | (nl) Voormalige Genaderse watermolen                                                           |
| (nl) Solkxhof                                                                                  |                       |                                  | Houthalen         | 't Genaderen 24                      | 51° 00′ 52″ nord, 5° 24′ 07″ est | 80526               | (nl) Solkxhof                                                                                  |
| (nl) Alleenstaande villa                                                                       |                       |                                  | Houthalen         | Grote Baan 1                         | 51° 01′ 11″ nord, 5° 22′ 23″ est | 80528               | (nl) Alleenstaande villa                                                                       |
| (nl) Hoekhuis, voormalig hotel                                                                 |                       |                                  | Houthalen         | Grote Baan 55                        | 51° 01′ 52″ nord, 5° 22′ 34″ est | 80529               | (nl) Hoekhuis, voormalig hotel                                                                 |
| (nl) Alleenstaande villa                                                                       |                       |                                  | Houthalen         | Grote Baan 145                       | 51° 02′ 09″ nord, 5° 22′ 38″ est | 80530               | (nl) Alleenstaande villa                                                                       |
| (nl) Alleenstaande woning                                                                      |                       |                                  | Houthalen         | Grote Baan 166                       | 51° 02′ 06″ nord, 5° 22′ 41″ est | 80531               | (nl) Alleenstaande woning                                                                      |
| (nl) Alleenstaande villa                                                                       |                       |                                  | Houthalen         | Grote Baan 197                       | 51° 02′ 29″ nord, 5° 22′ 43″ est | 80532               | (nl) Alleenstaande villa                                                                       |
| (nl) Dorpswoning                                                                               |                       |                                  | Houthalen         | Hazeldoncksteeg 2                    | 51° 01′ 26″ nord, 5° 21′ 17″ est | 80533               | (nl) Dorpswoning                                                                               |
| (nl) Hengelhoef                                                                                |                       |                                  | Houthalen         | Hengelhoefdreef 1                    | 51° 00′ 51″ nord, 5° 28′ 08″ est | 80534               | (nl) Hengelhoef                                                                                |
| (nl) Sint-Leonarduskapel van Kwalaak                                                           |                       |                                  | Houthalen         | Herebaan-Oost                        | 51° 01′ 42″ nord, 5° 24′ 17″ est | 80535               | (nl) Sint-Leonarduskapel van Kwalaak                                                           |
| (nl) Hardstenen herinneringskruis                                                              |                       |                                  | Houthalen         | Herebaan-Oost                        | 51° 01′ 48″ nord, 5° 23′ 39″ est | 80536               | Téléverser                                                                                     |
| (nl) Alleenstaande, modernistische woning                                                      |                       |                                  | Houthalen         | Herebaan-West 89                     | 51° 02′ 28″ nord, 5° 22′ 03″ est | 80537               | (nl) Alleenstaande, modernistische woning                                                      |
| (nl) Kapel Masy                                                                                |                       |                                  | Houthalen         | Karperstraat                         | 51° 02′ 07″ nord, 5° 28′ 56″ est | 80538               | (nl) Kapel Masy                                                                                |
| (nl) Hoeve Mieneke                                                                             |                       |                                  | Houthalen         | Kelchterhoefstraat                   | 51° 01′ 47″ nord, 5° 25′ 54″ est | 80539               | (nl) Hoeve Mieneke                                                                             |
| (nl) Hoeve Jan                                                                                 |                       |                                  | Houthalen         | Kelchterhoefstraat 3                 | 51° 01′ 47″ nord, 5° 26′ 07″ est | 80540               | (nl) Hoeve Jan                                                                                 |
| (nl) Kelchterhoef                                                                              |                       |                                  | Houthalen         | Kelchterhoefstraat 7                 | 51° 01′ 50″ nord, 5° 26′ 24″ est | 80541               | (nl) Kelchterhoef                                                                              |
| (nl) Kapel van Onze-Lieve-Vrouw van Onrust                                                     |                       |                                  | Houthalen         | Kleine Heresteeg                     | 51° 02′ 27″ nord, 5° 22′ 47″ est | 80542               | (nl) Kapel van Onze-Lieve-Vrouw van Onrust                                                     |
| (nl) Onze-Lieve-Vrouw van Zeven Weeën, voormalige parochiekerk                                 | Oui                   |                                  | Houthalen         | Kleine Heresteeg 122                 | 51° 02′ 36″ nord, 5° 22′ 53″ est | 80543               | (nl) Onze-Lieve-Vrouw van Zeven Weeën, voormalige parochiekerk                                 |
| (nl) Gesubsidieerde Vrije Basisschool De Schakel                                               |                       |                                  | Houthalen         | Kleuterweg 15                        | 51° 01′ 51″ nord, 5° 22′ 08″ est | 80544               | (nl) Gesubsidieerde Vrije Basisschool De Schakel                                               |
| (nl) Alleenstaande langgestrekte hoeve                                                         |                       |                                  | Houthalen         | Korte Cremerstraat 2                 | 51° 01′ 31″ nord, 5° 23′ 03″ est | 80545               | (nl) Alleenstaande langgestrekte hoeve                                                         |
| (nl) Parochiekerk Sint-Antonius                                                                |                       |                                  | Houthalen         | Lillo Steenweg                       | 51° 02′ 30″ nord, 5° 20′ 47″ est | 80546               | (nl) Parochiekerk Sint-Antonius                                                                |
| (nl) Sint-Catharinakapel                                                                       | Oui                   |                                  | Houthalen         | Lillo Steenweg                       | 51° 02′ 33″ nord, 5° 20′ 57″ est | 80547               | (nl) Sint-Catharinakapel                                                                       |
| (nl) Hoeve Claes                                                                               | Oui                   |                                  | Houthalen         | Lillo Steenweg 12                    | 51° 02′ 34″ nord, 5° 20′ 58″ est | 80548               | (nl) Hoeve Claes                                                                               |
| (nl) Alleen- en leegstaand burgerhuis                                                          |                       |                                  | Houthalen         | Luciebos 1                           | 51° 01′ 20″ nord, 5° 29′ 47″ est | 80549               | (nl) Alleen- en leegstaand burgerhuis                                                          |
| (nl) Alleenstaande woning                                                                      |                       |                                  | Houthalen         | Luciebos 2                           | 51° 01′ 21″ nord, 5° 29′ 47″ est | 80550               | (nl) Alleenstaande woning                                                                      |
| (nl) Smeedijzeren kruis met Christusfiguur                                                     |                       |                                  | Houthalen         | Lunstraat                            | 51° 01′ 57″ nord, 5° 21′ 56″ est | 80551               | (nl) Smeedijzeren kruis met Christusfiguur                                                     |
| (nl) Huis                                                                                      |                       |                                  | Houthalen         | Meester Surinxstraat 14              | 51° 02′ 28″ nord, 5° 20′ 36″ est | 80552               | (nl) Huis                                                                                      |
| (nl) Vrije Basisschool Lillo                                                                   |                       |                                  | Houthalen         | Meester Surinxstraat 16              | 51° 02′ 30″ nord, 5° 20′ 36″ est | 80553               | (nl) Vrije Basisschool Lillo                                                                   |
| (nl) Pastorie, in Maasstijl gebouwd in 1739                                                    | Oui                   |                                  | Houthalen         | Pastorijstraat 13                    | 51° 01′ 45″ nord, 5° 22′ 23″ est | 80554               | (nl) Pastorie, in Maasstijl gebouwd in 1739                                                    |
| (nl) Alleenstaande langgestrekte hoeve                                                         |                       |                                  | Houthalen         | Rafnusstraat 66                      | 51° 02′ 42″ nord, 5° 23′ 39″ est | 80555               | (nl) Alleenstaande langgestrekte hoeve                                                         |
| (nl) Alleenstaande langgestrekte hoeve                                                         |                       |                                  | Houthalen         | Rafnusstraat 72                      | 51° 02′ 43″ nord, 5° 23′ 44″ est | 80556               | (nl) Alleenstaande langgestrekte hoeve                                                         |
| (nl) Alleenstaande langgestrekte hoeve                                                         |                       |                                  | Houthalen         | Rafnusstraat 74                      | 51° 02′ 43″ nord, 5° 23′ 44″ est | 80556               | (nl) Alleenstaande langgestrekte hoeve                                                         |
| (nl) Alleenstaand enkelhuis                                                                    |                       |                                  | Houthalen         | Ringlaan 13                          | 51° 01′ 55″ nord, 5° 22′ 44″ est | 80557               | (nl) Alleenstaand enkelhuis                                                                    |
| (nl) Parochiekerk Sint-Martinus                                                                | Oui                   |                                  | Houthalen         | Sint-Martinusplein                   | 51° 01′ 54″ nord, 5° 22′ 19″ est | 80558               | (nl) Parochiekerk Sint-Martinus                                                                |
| (nl) Alleenstaande langgestrekte hoeve                                                         |                       |                                  | Houthalen         | Stationsstraat 16                    | 51° 01′ 50″ nord, 5° 22′ 09″ est | 80559               | (nl) Alleenstaande langgestrekte hoeve                                                         |
| (nl) In spiegelbeeld gekoppelde woning                                                         |                       |                                  | Houthalen         | Stationsstraat 33                    | 51° 01′ 48″ nord, 5° 22′ 03″ est | 80560               | (nl) In spiegelbeeld gekoppelde woning                                                         |
| (nl) In spiegelbeeld gekoppelde woning                                                         |                       |                                  | Houthalen         | Stationsstraat 35                    | 51° 01′ 48″ nord, 5° 22′ 03″ est | 80560               | (nl) In spiegelbeeld gekoppelde woning                                                         |
| (nl) Alleenstaande dorpswoning                                                                 |                       |                                  | Houthalen         | Stationsstraat 41                    | 51° 01′ 47″ nord, 5° 22′ 00″ est | 80562               | (nl) Alleenstaande dorpswoning                                                                 |
| (nl) Alleenstaande, langgestrekte hoeve                                                        |                       |                                  | Houthalen         | Stationsstraat 77                    | 51° 01′ 44″ nord, 5° 21′ 44″ est | 80563               | (nl) Alleenstaande, langgestrekte hoeve                                                        |
| (nl) Dorpswoning                                                                               |                       |                                  | Houthalen         | Stationsstraat 83                    | 51° 01′ 42″ nord, 5° 21′ 39″ est | 80564               | (nl) Dorpswoning                                                                               |
| (nl) Alleenstaande villa                                                                       |                       |                                  | Houthalen         | Stationsstraat 94                    | 51° 01′ 36″ nord, 5° 21′ 19″ est | 80565               | (nl) Alleenstaande villa                                                                       |
| (nl) Woning Franssens                                                                          |                       |                                  | Houthalen         | Stationsstraat 107                   | 51° 01′ 35″ nord, 5° 21′ 26″ est | 80566               | (nl) Woning Franssens                                                                          |
| (nl) Voormalig café, heden woonst                                                              |                       |                                  | Houthalen         | Stationsstraat 116                   | 51° 01′ 33″ nord, 5° 21′ 10″ est | 80567               | (nl) Voormalig café, heden woonst                                                              |
| (nl) Voormalig Hôtel de l'Industrie, vervolgens café met schietbaan, heden woonst              |                       |                                  | Houthalen         | Stationsstraat 118                   |                                  | 80568               | (nl) Voormalig Hôtel de l'Industrie, vervolgens café met schietbaan, heden woonst              |
| (nl) Parochiekerk Sint-Jozef Werkman                                                           |                       |                                  | Houthalen         | Torenstraat                          | 51° 02′ 31″ nord, 5° 23′ 04″ est | 80569               | (nl) Parochiekerk Sint-Jozef Werkman                                                           |
| (nl) Parochiekerk van Onze-Lieve-Vrouw van Banneux of Onze-Lieve-Vrouw der Armen               |                       |                                  | Houthalen         | Tulpenstraat                         | 51° 01′ 25″ nord, 5° 00′ 00″ est | 80570               | (nl) Parochiekerk van Onze-Lieve-Vrouw van Banneux of Onze-Lieve-Vrouw der Armen               |
| (nl) Hoofdgebouw en schachttorens                                                              | Oui                   |                                  | Houthalen         | Centrum-Zuid                         | 51° 01′ 32″ nord, 5° 22′ 20″ est | 80571               | (nl) Hoofdgebouw en schachttorens                                                              |
| (nl) Hoofdgebouw en schachttorens                                                              | Oui                   |                                  | Houthalen         | Centrum-Zuid 1111                    | 51° 01′ 32″ nord, 5° 22′ 20″ est | 80571               | (nl) Hoofdgebouw en schachttorens                                                              |
| (nl) Voormalig elektriciteitsonderstation                                                      |                       |                                  | Houthalen         | Centrum-Zuid 1121                    | 51° 01′ 35″ nord, 5° 22′ 15″ est | 80572               | (nl) Voormalig elektriciteitsonderstation                                                      |
| (nl) Voormalige werkhuizen                                                                     |                       |                                  | Houthalen         | Centrum-Zuid 1117                    | 51° 01′ 37″ nord, 5° 22′ 17″ est | 80573               | (nl) Voormalige werkhuizen                                                                     |
| (nl) Voormalige drukkerij                                                                      |                       |                                  | Houthalen         | Pastorijstraat                       | 51° 01′ 35″ nord, 5° 22′ 20″ est | 80574               | (nl) Voormalige drukkerij                                                                      |
| (nl) Mijnwerkersschool, Technisch Instituut Kempisch Bekken (TIKB)                             |                       |                                  | Houthalen         | Pastorijstraat                       | 51° 01′ 35″ nord, 5° 22′ 27″ est | 80575               | (nl) Mijnwerkersschool, Technisch Instituut Kempisch Bekken (TIKB)                             |
| (nl) Voormalig hotel Hôtel des Charbonnages                                                    |                       |                                  | Houthalen         | Grote Baan 47                        | 51° 01′ 49″ nord, 5° 22′ 32″ est | 80576               | (nl) Voormalig hotel Hôtel des Charbonnages                                                    |
| (nl) Parochiekerk Sint-Lambertus                                                               |                       |                                  | Houthalen         | Bremstraat                           | 51° 01′ 15″ nord, 5° 23′ 43″ est | 80582               | (nl) Parochiekerk Sint-Lambertus                                                               |
| (nl) Voormalig postkantoor                                                                     |                       |                                  | Houthalen         | Varenstraat 22                       | 51° 01′ 07″ nord, 5° 23′ 38″ est | 80583               | (nl) Voormalig postkantoor                                                                     |
| (nl) Savioschool of Gesubsidieerde Vrije Lagere Gemengde Basisschool                           |                       |                                  | Houthalen         | Saviostraat                          | 51° 01′ 27″ nord, 5° 24′ 02″ est | 80584               | (nl) Savioschool of Gesubsidieerde Vrije Lagere Gemengde Basisschool                           |
| (nl) Voormalig broederklooster, thans Vrij C(entrum) L(eerlingen) B(egeleiding) Midden-Limburg |                       |                                  | Houthalen         | Saviostraat 39                       |                                  | 80585               | (nl) Voormalig broederklooster, thans Vrij C(entrum) L(eerlingen) B(egeleiding) Midden-Limburg |
| (nl) Gesubsidieerde Vrije Kleuterschool                                                        | Oui                   |                                  | Houthalen         | Elzenstraat 9                        | 51° 01′ 24″ nord, 5° 23′ 52″ est | 80586               | (nl) Gesubsidieerde Vrije Kleuterschool                                                        |
| (nl) Voormalig zusterklooster, thans gemeentelijk wijkcentrum                                  |                       |                                  | Houthalen         | Elzenstraat 14                       | 51° 01′ 22″ nord, 5° 23′ 56″ est | 80587               | (nl) Voormalig zusterklooster, thans gemeentelijk wijkcentrum                                  |
| (nl) Casino, thans C(ultureel) C(entrum) Casino                                                | Oui                   |                                  | Houthalen         | Varenstraat 22A                      | 51° 01′ 07″ nord, 5° 23′ 40″ est | 80588               | (nl) Casino, thans C(ultureel) C(entrum) Casino                                                |
| (nl) Voormalige woning van de directeur-generaal, thans Gesubsidieerd Vrij Bijzonder Onderwijs |                       |                                  | Houthalen         | Wildrozenstraat 17                   |                                  | 80589               | (nl) Voormalige woning van de directeur-generaal, thans Gesubsidieerd Vrij Bijzonder Onderwijs |
| (nl) Voormalige woning van de directeur bovengrond, thans Villarosa                            |                       |                                  | Houthalen         | Wildrozenstraat 15                   | 51° 01′ 19″ nord, 5° 23′ 35″ est | 80590               | (nl) Voormalige woning van de directeur bovengrond, thans Villarosa                            |
| (nl) Voormalige woning van de directeur ondergrond                                             |                       |                                  | Houthalen         | Kerklaan 27                          | 51° 01′ 18″ nord, 5° 23′ 40″ est | 80591               | (nl) Voormalige woning van de directeur ondergrond                                             |
| (nl) Hoofdingenieurswoning                                                                     |                       |                                  | Houthalen         | Brelaarstraat 38                     | 51° 01′ 06″ nord, 5° 23′ 28″ est | 80592               | (nl) Hoofdingenieurswoning                                                                     |
| (nl) Hoofdingenieurswoning                                                                     |                       |                                  | Houthalen         | Brelaarstraat 40                     | 51° 01′ 06″ nord, 5° 23′ 28″ est | 80592               | (nl) Hoofdingenieurswoning                                                                     |
| (nl) Hoofdingenieurswoning                                                                     |                       |                                  | Houthalen         | Brelaarstraat 42                     | 51° 01′ 06″ nord, 5° 23′ 28″ est | 80592               | (nl) Hoofdingenieurswoning                                                                     |
| (nl) Hoofdingenieurswoning                                                                     |                       |                                  | Houthalen         | Brelaarstraat 44                     | 51° 01′ 06″ nord, 5° 23′ 28″ est | 80592               | (nl) Hoofdingenieurswoning                                                                     |
| (nl) Hoofdingenieurswoning                                                                     |                       |                                  | Houthalen         | Brelaarstraat 46                     | 51° 01′ 06″ nord, 5° 23′ 28″ est | 80592               | (nl) Hoofdingenieurswoning                                                                     |
| (nl) Hoofdingenieurswoning                                                                     |                       |                                  | Houthalen         | Brelaarstraat 48                     | 51° 01′ 06″ nord, 5° 23′ 28″ est | 80592               | (nl) Hoofdingenieurswoning                                                                     |
| (nl) Hoofdingenieurswoning                                                                     |                       |                                  | Houthalen         | Platanenstraat 1                     | 51° 01′ 06″ nord, 5° 23′ 28″ est | 80592               | (nl) Hoofdingenieurswoning                                                                     |
| (nl) Hoofdingenieurswoning                                                                     |                       |                                  | Houthalen         | Platanenstraat 3                     | 51° 01′ 06″ nord, 5° 23′ 28″ est | 80592               | (nl) Hoofdingenieurswoning                                                                     |
| (nl) Alleenstaande ingenieurswoning                                                            |                       |                                  | Houthalen         | Brelaarstraat 30                     | 51° 01′ 14″ nord, 5° 23′ 20″ est | 80594               | (nl) Alleenstaande ingenieurswoning                                                            |
| (nl) Alleenstaande ingenieurswoning                                                            |                       |                                  | Houthalen         | Brelaarstraat 32                     | 51° 01′ 14″ nord, 5° 23′ 20″ est | 80594               | (nl) Alleenstaande ingenieurswoning                                                            |
| (nl) Alleenstaande ingenieurswoning                                                            |                       |                                  | Houthalen         | Brelaarstraat 34                     | 51° 01′ 14″ nord, 5° 23′ 20″ est | 80594               | (nl) Alleenstaande ingenieurswoning                                                            |
| (nl) Alleenstaande ingenieurswoning                                                            |                       |                                  | Houthalen         | Brelaarstraat 36                     | 51° 01′ 14″ nord, 5° 23′ 20″ est | 80594               | (nl) Alleenstaande ingenieurswoning                                                            |
| (nl) Traditionele eenvoudige bakstenen woning                                                  |                       |                                  | Houthalen         | Kerklaan 11                          | 51° 01′ 17″ nord, 5° 23′ 38″ est | 80596               | (nl) Traditionele eenvoudige bakstenen woning                                                  |
| (nl) Traditionele eenvoudige bakstenen woning                                                  |                       |                                  | Houthalen         | Kerklaan 12                          | 51° 01′ 17″ nord, 5° 23′ 38″ est | 80596               | (nl) Traditionele eenvoudige bakstenen woning                                                  |
| (nl) Traditionele eenvoudige bakstenen woning                                                  |                       |                                  | Houthalen         | Kerklaan 25                          | 51° 01′ 17″ nord, 5° 23′ 38″ est | 80596               | (nl) Traditionele eenvoudige bakstenen woning                                                  |
| (nl) Traditionele eenvoudige bakstenen woning                                                  |                       |                                  | Houthalen         | Kerklaan 26                          | 51° 01′ 17″ nord, 5° 23′ 38″ est | 80596               | (nl) Traditionele eenvoudige bakstenen woning                                                  |
| (nl) Traditionele eenvoudige bakstenen woning                                                  |                       |                                  | Houthalen         | Wildrozenstraat 1                    | 51° 01′ 17″ nord, 5° 23′ 38″ est | 80596               | (nl) Traditionele eenvoudige bakstenen woning                                                  |
| (nl) Falanstère of vrijgezellenwoonst                                                          |                       |                                  | Houthalen         | Bergstraat 16                        | 51° 01′ 12″ nord, 5° 24′ 05″ est | 80599               | (nl) Falanstère of vrijgezellenwoonst                                                          |
| (nl) Kapel van het gehucht Sonnis of Sint-Jan-Berchmanskerkje                                  |                       |                                  | Helchteren        | Berbestraatje                        | 51° 04′ 07″ nord, 5° 25′ 01″ est | 80600               | (nl) Kapel van het gehucht Sonnis of Sint-Jan-Berchmanskerkje                                  |
| (nl) Voormalige kapelanie van de parochiekerk Sint-Trudo                                       |                       |                                  | Helchteren        | Bosstraat 9                          | 51° 03′ 28″ nord, 5° 23′ 01″ est | 80601               | (nl) Voormalige kapelanie van de parochiekerk Sint-Trudo                                       |
| (nl) Kapelletje van de familie Van Briel                                                       |                       |                                  | Helchteren        | Eikelbosstraat                       | 51° 03′ 53″ nord, 5° 23′ 29″ est | 80602               | (nl) Kapelletje van de familie Van Briel                                                       |
| (nl) Kapelletje van Onze-Lieve-Vrouw-van-Lourdes                                               |                       |                                  | Helchteren        | Eikendreef                           | 51° 03′ 40″ nord, 5° 23′ 08″ est | 80603               | (nl) Kapelletje van Onze-Lieve-Vrouw-van-Lourdes                                               |
| (nl) Kasteel Ter Dolen                                                                         | Oui                   |                                  | Helchteren        | Eikendreef 17                        | 51° 03′ 53″ nord, 5° 23′ 18″ est | 80604               | (nl) Kasteel Ter Dolen                                                                         |
| (nl) Kasteel Ter Dolen                                                                         | Oui                   |                                  | Helchteren        | Eikendreef 21                        | 51° 03′ 53″ nord, 5° 23′ 18″ est | 80604               | (nl) Kasteel Ter Dolen                                                                         |
| (nl) Dubbelhuis                                                                                |                       |                                  | Helchteren        | Grote Baan 333                       | 51° 03′ 06″ nord, 5° 22′ 52″ est | 80605               | (nl) Dubbelhuis                                                                                |
| (nl) Voormalig hotel, heden woning                                                             |                       |                                  | Helchteren        | Grote Baan 343                       | 51° 03′ 10″ nord, 5° 22′ 53″ est | 80606               | (nl) Voormalig hotel, heden woning                                                             |
| (nl) Villa                                                                                     |                       |                                  | Helchteren        | Heerkensweg 2                        | 51° 03′ 35″ nord, 5° 21′ 42″ est | 80607               | (nl) Villa                                                                                     |
| (nl) Alleenstaand villaatje Ter Bosch                                                          |                       |                                  | Helchteren        | Heidestraat 16                       | 51° 04′ 10″ nord, 5° 23′ 14″ est | 80608               | (nl) Alleenstaand villaatje Ter Bosch                                                          |
| (nl) Kapel van Onze-Lieve-Vrouw van Smarten                                                    |                       |                                  | Helchteren        | Helzoldstraat                        | 51° 03′ 06″ nord, 5° 22′ 08″ est | 80609               | (nl) Kapel van Onze-Lieve-Vrouw van Smarten                                                    |
| (nl) Pastorie, alleenstaand neoclassicistisch breedhuis                                        |                       |                                  | Helchteren        | Helzoldstraat 5                      | 51° 03′ 21″ nord, 5° 22′ 53″ est | 80610               | (nl) Pastorie, alleenstaand neoclassicistisch breedhuis                                        |
| (nl) Alleenstaande eclectische burgerwoning                                                    |                       |                                  | Helchteren        | Helzoldstraat 11                     | 51° 03′ 21″ nord, 5° 22′ 52″ est | 80611               | (nl) Alleenstaande eclectische burgerwoning                                                    |
| (nl) Kapel van Onze-Lieve-Vrouw van Bijstand                                                   |                       |                                  | Helchteren        | Kazernelaan                          | 51° 03′ 39″ nord, 5° 24′ 02″ est | 80612               | (nl) Kapel van Onze-Lieve-Vrouw van Bijstand                                                   |
| (nl) Watertoren                                                                                |                       |                                  | Helchteren        | Kazernelaan                          | 51° 03′ 37″ nord, 5° 23′ 55″ est | 80613               | (nl) Watertoren                                                                                |
| (nl) Winkel-woonhuis                                                                           |                       |                                  | Helchteren        | Kazernelaan 16                       | 51° 03′ 23″ nord, 5° 23′ 13″ est | 80614               | (nl) Winkel-woonhuis                                                                           |
| (nl) Burgerhuis in cottagestijl                                                                |                       |                                  | Helchteren        | Kazernelaan 65                       | 51° 03′ 32″ nord, 5° 23′ 29″ est | 80615               | (nl) Burgerhuis in cottagestijl                                                                |
| (nl) Alleenstaand burgerhuis in eclectische stijl                                              |                       |                                  | Helchteren        | Kazernelaan 68                       | 51° 03′ 29″ nord, 5° 23′ 29″ est | 80616               | (nl) Alleenstaand burgerhuis in eclectische stijl                                              |
| (nl) Langgestrekte hoeve                                                                       |                       |                                  | Helchteren        | Kruisvenstraat                       | 51° 03′ 14″ nord, 5° 24′ 41″ est | 80617               | (nl) Langgestrekte hoeve                                                                       |
| (nl) Kapelletje van Onze-Lieve-Vrouw                                                           |                       |                                  | Helchteren        | Larestraat                           | 51° 04′ 00″ nord, 5° 25′ 50″ est | 80618               | (nl) Kapelletje van Onze-Lieve-Vrouw                                                           |
| (nl) Alleenstaand dubbelhuis                                                                   |                       |                                  | Helchteren        | Loerstraat 34                        | 51° 03′ 22″ nord, 5° 22′ 00″ est | 80619               | (nl) Alleenstaand dubbelhuis                                                                   |
| (nl) Kerkhofkapel                                                                              |                       |                                  | Helchteren        | Maastrichtsestraat                   | 51° 03′ 16″ nord, 5° 23′ 28″ est | 80620               | (nl) Kerkhofkapel                                                                              |
| (nl) Kapelletje van Onze-Lieve-Vrouw van Rust                                                  |                       |                                  | Helchteren        | Maastrichtsestraat                   | 51° 03′ 12″ nord, 5° 23′ 33″ est | 80621               | (nl) Kapelletje van Onze-Lieve-Vrouw van Rust                                                  |
| (nl) Alleenstaande langgestrekte hoeve                                                         |                       |                                  | Helchteren        | Ossevenstraat 3                      | 51° 03′ 44″ nord, 5° 25′ 22″ est | 80622               | (nl) Alleenstaande langgestrekte hoeve                                                         |
| (nl) Kapelletje van Onze-Lieve-Vrouw van Lourdes                                               |                       |                                  | Helchteren        | Oude Postbaan                        | 51° 04′ 43″ nord, 5° 25′ 07″ est | 80623               | (nl) Kapelletje van Onze-Lieve-Vrouw van Lourdes                                               |
| (nl) Sonnishoeve                                                                               |                       |                                  | Helchteren        | Oude Postbaan 120                    | 51° 04′ 09″ nord, 5° 25′ 53″ est | 80624               | (nl) Sonnishoeve                                                                               |
| (nl) Parochiekerk Sint-Trudo                                                                   |                       |                                  | Helchteren        | Sint-Trudoplein                      | 51° 03′ 21″ nord, 5° 23′ 02″ est | 80625               | (nl) Parochiekerk Sint-Trudo                                                                   |
| (nl) Monument voor de gesneuvelden van W.O. I en II                                            |                       |                                  | Helchteren        | Sint-Trudoplein                      | 51° 03′ 21″ nord, 5° 23′ 04″ est | 80626               | (nl) Monument voor de gesneuvelden van W.O. I en II                                            |
| (nl) Voormalig gemeentehuis en school                                                          |                       |                                  | Helchteren        | Sint-Trudoplein 14                   | 51° 03′ 22″ nord, 5° 23′ 05″ est | 80627               | (nl) Voormalig gemeentehuis en school                                                          |
| (nl) Langgestrekte hoeve                                                                       |                       |                                  | Helchteren        | Sonnisstraat 90                      | 51° 04′ 19″ nord, 5° 24′ 44″ est | 80628               | (nl) Langgestrekte hoeve                                                                       |
| (nl) Langgestrekte hoeve                                                                       |                       |                                  | Helchteren        | Sonnisstraat 106                     | 51° 04′ 14″ nord, 5° 24′ 48″ est | 80629               | (nl) Langgestrekte hoeve                                                                       |
| (nl) Langgestrekte hoeve                                                                       |                       |                                  | Helchteren        | Sonnisstraat 138                     | 51° 04′ 05″ nord, 5° 24′ 57″ est | 80630               | (nl) Langgestrekte hoeve                                                                       |
| (nl) Kasteel Luciebos                                                                          |                       |                                  | Houthalen         | Luciebos 4                           | 51° 01′ 27″ nord, 5° 30′ 05″ est | 80633               | (nl) Kasteel Luciebos                                                                          |
| (nl) Filip Neri Middenschool                                                                   |                       |                                  | Houthalen         | Lyceumstraat 21                      | 51° 01′ 59″ nord, 5° 22′ 01″ est | 80634               | (nl) Filip Neri Middenschool                                                                   |
| (nl) Langgestrekte hoeve                                                                       |                       |                                  | Houthalen         | Rafnusstraat 70                      | 51° 02′ 43″ nord, 5° 23′ 41″ est | 80635               | Téléverser                                                                                     |
| (nl) Alleenstaande woning                                                                      |                       |                                  | Houthalen         | Ringlaan 11                          | 51° 01′ 56″ nord, 5° 22′ 42″ est | 80636               | (nl) Alleenstaande woning                                                                      |
| (nl) Arbeiderswoningen                                                                         |                       |                                  | Houthalen         | Bremstraat 26, 28, 30, 32, 34 en 36  | 51° 01′ 10″ nord, 5° 23′ 39″ est | 80638               | (nl) Arbeiderswoningen                                                                         |
| (nl) Arbeiderswoningen                                                                         |                       |                                  | Houthalen         | Varenstraat 5, 7, 9, 11, 13 en 15    | 51° 01′ 10″ nord, 5° 23′ 39″ est | 80638               | (nl) Arbeiderswoningen                                                                         |
| (nl) Arbeiderswoningen                                                                         |                       |                                  | Houthalen         | Varenstraat 25, 27, 29, 31, 33 en 35 | 51° 01′ 10″ nord, 5° 23′ 39″ est | 80638               | (nl) Arbeiderswoningen                                                                         |
| (nl) Arbeiderswoningen                                                                         |                       |                                  | Houthalen         | Varenstraat 45, 47, 49, 51, 53 en 55 | 51° 01′ 10″ nord, 5° 23′ 39″ est | 80638               | (nl) Arbeiderswoningen                                                                         |
| (nl) Arbeiderswoningen                                                                         |                       |                                  | Houthalen         | Varenstraat 57, 59, 61 en 63         | 51° 01′ 10″ nord, 5° 23′ 39″ est | 80638               | (nl) Arbeiderswoningen                                                                         |
| (nl) Tweewoonst voor technische ingenieurs                                                     |                       |                                  | Houthalen         | Beukenstraat 3 en 5                  | 51° 01′ 02″ nord, 5° 23′ 32″ est | 80640               | (nl) Tweewoonst voor technische ingenieurs                                                     |
| (nl) Tweewoonst voor technische ingenieurs                                                     |                       |                                  | Houthalen         | Beukenstraat 4 en 6                  | 51° 01′ 02″ nord, 5° 23′ 32″ est | 80640               | (nl) Tweewoonst voor technische ingenieurs                                                     |
| (nl) Tweewoonst voor technische ingenieurs                                                     |                       |                                  | Houthalen         | Beukenstraat 7 en 9                  | 51° 01′ 02″ nord, 5° 23′ 32″ est | 80640               | (nl) Tweewoonst voor technische ingenieurs                                                     |
| (nl) Tweewoonst voor technische ingenieurs                                                     |                       |                                  | Houthalen         | Beukenstraat 8 en 10                 | 51° 01′ 02″ nord, 5° 23′ 32″ est | 80640               | (nl) Tweewoonst voor technische ingenieurs                                                     |
| (nl) Tweewoonst voor technische ingenieurs                                                     |                       |                                  | Houthalen         | Beukenstraat 11 en 13                | 51° 01′ 02″ nord, 5° 23′ 32″ est | 80640               | (nl) Tweewoonst voor technische ingenieurs                                                     |
| (nl) Tweewoonst voor technische ingenieurs                                                     |                       |                                  | Houthalen         | Beukenstraat 12 en 14                | 51° 01′ 02″ nord, 5° 23′ 32″ est | 80640               | (nl) Tweewoonst voor technische ingenieurs                                                     |
| (nl) Tweewoonst voor technische ingenieurs                                                     |                       |                                  | Houthalen         | Koolmijnlaan 116 en 118              | 51° 01′ 02″ nord, 5° 23′ 32″ est | 80640               | (nl) Tweewoonst voor technische ingenieurs                                                     |
| (nl) Tweewoonst voor technische ingenieurs                                                     |                       |                                  | Houthalen         | Koolmijnlaan 120 en 122              | 51° 01′ 02″ nord, 5° 23′ 32″ est | 80640               | (nl) Tweewoonst voor technische ingenieurs                                                     |
| (nl) Tweewoonst voor technische ingenieurs                                                     |                       |                                  | Houthalen         | Koolmijnlaan 124 en 126              | 51° 01′ 02″ nord, 5° 23′ 32″ est | 80640               | (nl) Tweewoonst voor technische ingenieurs                                                     |
| (nl) Tweewoonst voor technische ingenieurs                                                     |                       |                                  | Houthalen         | Koolmijnlaan 128 en 130              | 51° 01′ 02″ nord, 5° 23′ 32″ est | 80640               | (nl) Tweewoonst voor technische ingenieurs                                                     |
| (nl) Tweewoonst voor technische ingenieurs                                                     |                       |                                  | Houthalen         | Koolmijnlaan 132 en 134              | 51° 01′ 02″ nord, 5° 23′ 32″ est | 80640               | (nl) Tweewoonst voor technische ingenieurs                                                     |